# Medium Mark A Whippet
Il Medium Mark A Whippet è un carro armato medio britannico concepito nella seconda metà della prima guerra mondiale ma utilizzato soltanto nel 1918. Chiamato come l'omonima razza di levriero, era equipaggiato con sole mitragliatrici in una struttura fissa e ricopriva il ruolo della cavalleria, cioè sfruttare eventuali brecce nel fronte avversario per attaccare le retrovie.

## Storia

### Sviluppo e produzione
Il 23 settembre 1916 la battaglia della Somme vide per la prima volta nella storia l'impiego di carri armati in guerra, soluzione per risolvere la staticità del fronte in Occidente. Durante una riunione tenutasi il 3 ottobre l'analisi del loro impatto da parte del Dipartimento Approvvigionamento Carri ispirò a William Tritton, un esperto nel settore delle macchine agricole e disegnatore del Mark I, l'idea di un "carro da cavalleria" che sfruttasse lo sfondamento del fronte da parte dei carri pesanti, andando a sostituire l'oramai vulnerabile cavalleria; il veicolo sarebbe stato dotato di due motori, uno per ogni cingolo, al fine di ottenere maggior velocità e migliore manovrabilità rispetto ai mastodontici Mark I Tritton espose la sua teoria agli ufficiali dello Stato Maggiore, tra i quali figurava anche il comandante del neonato "Tank Corps" colonnello Hugh Elles, che accettarono il progetto e richiesero un prototipo: la designazione recitava Tritton No. 2 Light Machine, a volte sostituita dall'espressione Tritton Chaser, ma lo stesso ingegnere battezzò la macchina come "Whippet".
La costruzione del veicolo guida si svolse negli stabilimenti della Fosters & Co. di Lincoln e terminarono nei primi giorni del febbraio 1917; il 3 febbraio il carro attese ai primi collaudi di velocità. Il 3 marzo sul terreno di prova di Oldbury il Dipartimento per l'Approvvigionamento della Guerra Meccanica, nuova sigla dell'ufficio preposto alla creazione di carri armati, organizzò una dimostrazione pratica alla presenza dei membri degli Stati Maggiori britannico e francese: entrambi rimasero impressionati dalla velocità di punta toccata dal Whippet (11,5 km/h), più che doppia rispetto a quella raggiunta dal Mark I (5 km/h). Il 4 marzo, alla riunione presso il War Office, l'inviato del maresciallo Sir Douglas Haig richiese la fabbricazione di 200 esemplari da consegnarsi a partire dal 31 luglio 1917. La linea d'assemblaggio, comunque, fu aperta soltanto allo scadere del 1917 e continuò a fabbricare il Whippet fino alla fine della guerra: i modelli di serie si differenziavano dal prototipo per l'armamento, inserito in una sovrastruttura squadrata e non in una torretta rotante.

### Impiego operativo
Entrati ufficialmente in servizio del dicembre 1917, i primi esemplari furono consegnati al Tank Corps di stanza nella Francia settentrionale all'inizio del 1918: in particolare il 3º battaglione carri ricevette 48 esemplari il 21 marzo, stesso quantitativo fornito al 6º battaglione in un giorno imprecisato dello stesso mese.
Non era stato ideato per il semplice attraversamento delle trincee, ma per accompagnare le grandi avanzate che avrebbero dovuto compiere i carri armati più grandi nel 1919. Progettato da William Tritton, il prototipo, mosso da 2 motori Tylor, gli stessi in dotazione ai bus londinesi dell'epoca, era già pronto nel febbraio 1917, ma la prima produzione non comparve che a fine anno. Il Whippet entrò in azione per la prima volta nel marzo 1918, ma fu usato inizialmente per "riempire i buchi" che si erano formati nelle prime linee. Il Whippet mostrava tutta la sua abilità nei contrattacchi, quando riusciva con facilità a passare in profondità dietro le linee nemiche, creando il terrore nelle retrovie tedesche. Dopo la guerra fu usato in Irlanda, e un certo numero fu esportato in Giappone negli anni venti.

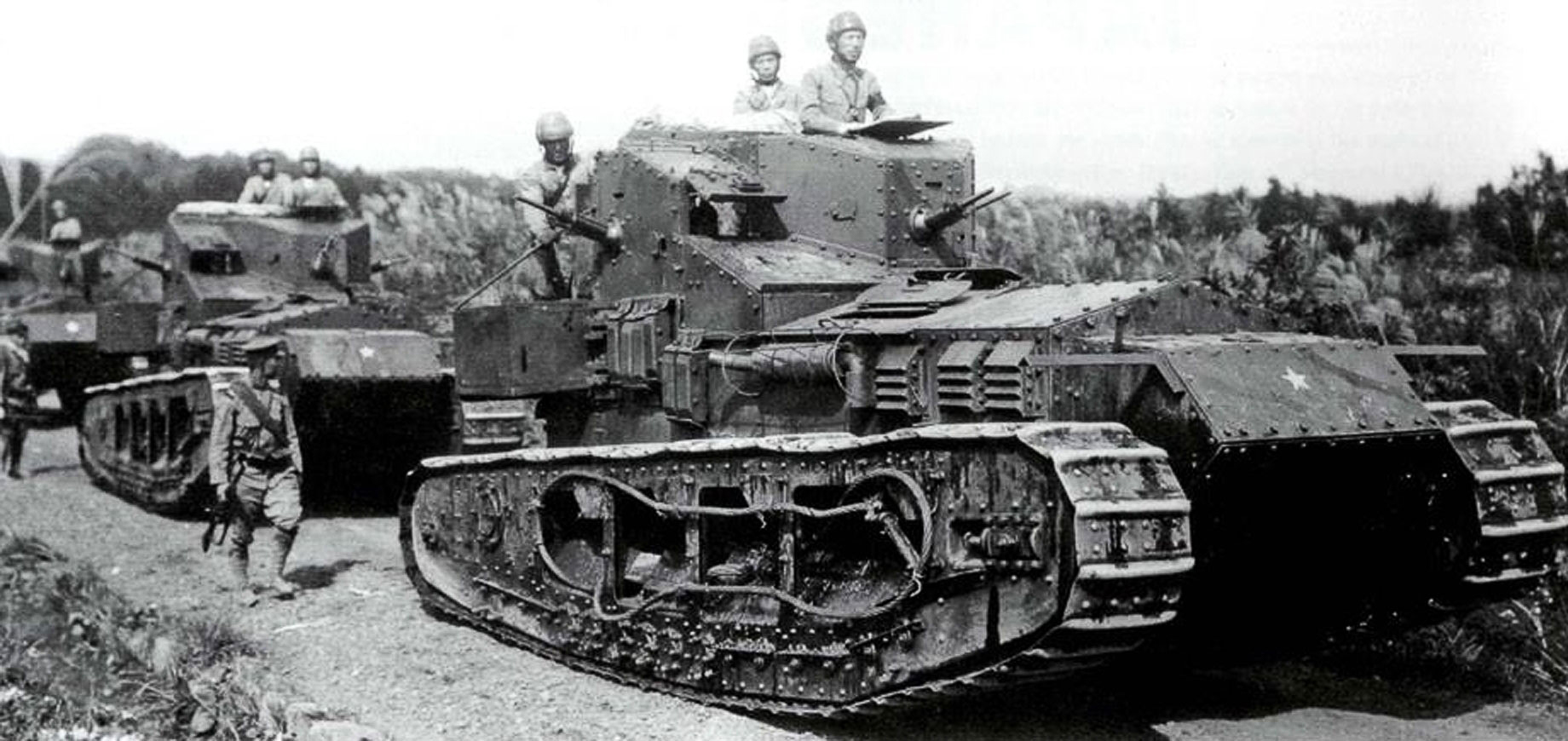
I Medium Mk A Whippet acquistati dal Giappone

### Esemplari superstiti
Cinque esemplari del carro sono attualmente conservati :
- "Caesar" - The Tank Museum di Bovington, Gran Bretagna.
- "Firefly" - Museo reale dell'esercito e della storia militare di Bruxelles, Belgio.
- Esemplare anonimo - US Army Center for Military History di Anniston, Stati Uniti.
- Esemplare anonimo - Canadian Forces Base di Borden, Canada.
- Esemplare anonimo - Army College di Pretoria, Repubblica del Sud Africa.